# イタリア領トリポリタニア

イタリア領トリポリタニア
Tripolitania Italiana (イタリア語)
طرابلس الإيطالية (アラビア語)

トリポリタニアの地図（深緑）

イタリア領トリポリタニア（イタリアりょうトリポリタニア、イタリア語: Tripolitania Italiana、アラビア語: طرابلس الإيطالية）は、1911年から1934年まで現在のリビアに存在していたイタリアの植民地である。この地域は1911年のイタリア・トルコ戦争後にオスマン帝国から割譲された地域の一部である。イタリア領トリポリタニアにはリビアの西北半分が含まれ、トリポリが主要都市であった。1934年、イタリア領キレナイカと統合してイタリア領リビアとなった。

## 歴史

### 征服と植民地化

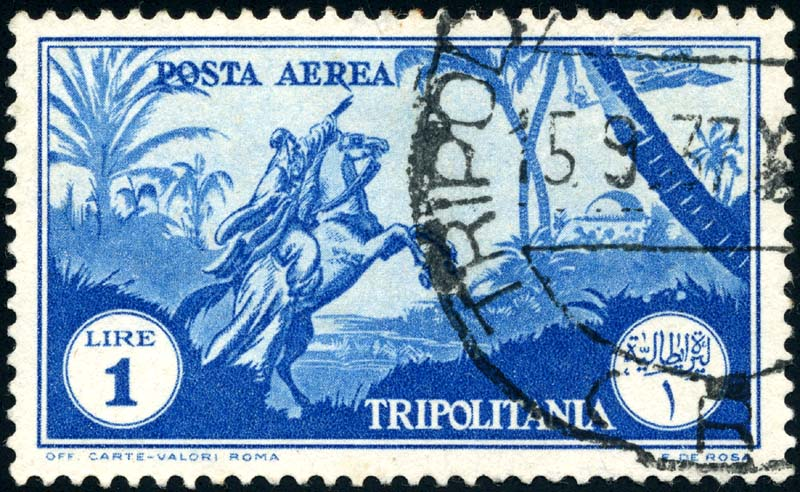
頭上を通過する飛行機を指すアラブ人の騎手を描いた1リラの航空切手

イタリア領トリポリタニアとイタリア領キレナイカは伊土戦争でのオスマン帝国領トリポリタニア征服中の1911年に形成された。
アラブ人による多くの反乱があったにもかかわらず、オスマン帝国のスルタンはローザンヌ講和条約に署名し、リビアをイタリアに割譲した。イタリアは、1912年12月に育てられた植民地時代の騎兵隊であるサヴァリを広範囲に使用した。サヴァリは、1911年から12年にイタリアが最初に占領した後、リビアのベルベル人から採用された。また、スパヒや据え付けられたリビア警察のように、Regio Corpo Truppe Coloniali della Libia（リビア植民地軍の王立軍団）の一部を形成した。
サヌーシー教団のシェイク・シディ・イドリース・アル・マーディアス・サヌーシー（後のイドリース1世）は、第一次世界大戦の勃発を通じ、さまざまな形でリビアの抵抗を主導した。イタリア軍がリビアへの侵攻の一環として1913年にキレナイカに侵攻した後、サヌーシー教団はイタリア軍に対して反撃した。教団のリーダーであるアフメド・シャリフ・アズ・サヌーシーがその地位を放棄したとき、いとこのイドリースが取って代わった。オスマン帝国からの圧力で、アフメドは隣接するエジプトに駐留しているイギリス軍に対して武力攻撃を行っていたが、イドリースが権力を握るとこれらの攻撃はやめられた。
代わりに、イドリースはイギリスと暗黙の同盟を確立した。この同盟は約半世紀続き、事実上サヌーシー教団は外交的地位を得た。イドリースはイギリス軍を仲介者として用い、1916年7月にイタリア軍との交渉の命令を導いた。これにより、1916年4月のアルズワイティナと1917年4月のアクラマでの2つの合意がもたらされた。後者の条約によって、内陸のキレナイカの大部分がサヌーシー教団の管理下に置かれた。しかし、サヌーシー教団と新しく設立されたトリポリタニア共和国との関係は厳しいものだった。サヌーシー教団は軍事的に影響力をトリポリタニア東部に拡大しようとし、バニワリードで会戦が行われたが、敗れたサヌーシー教団はキレナイカへの撤退を余儀なくされた。

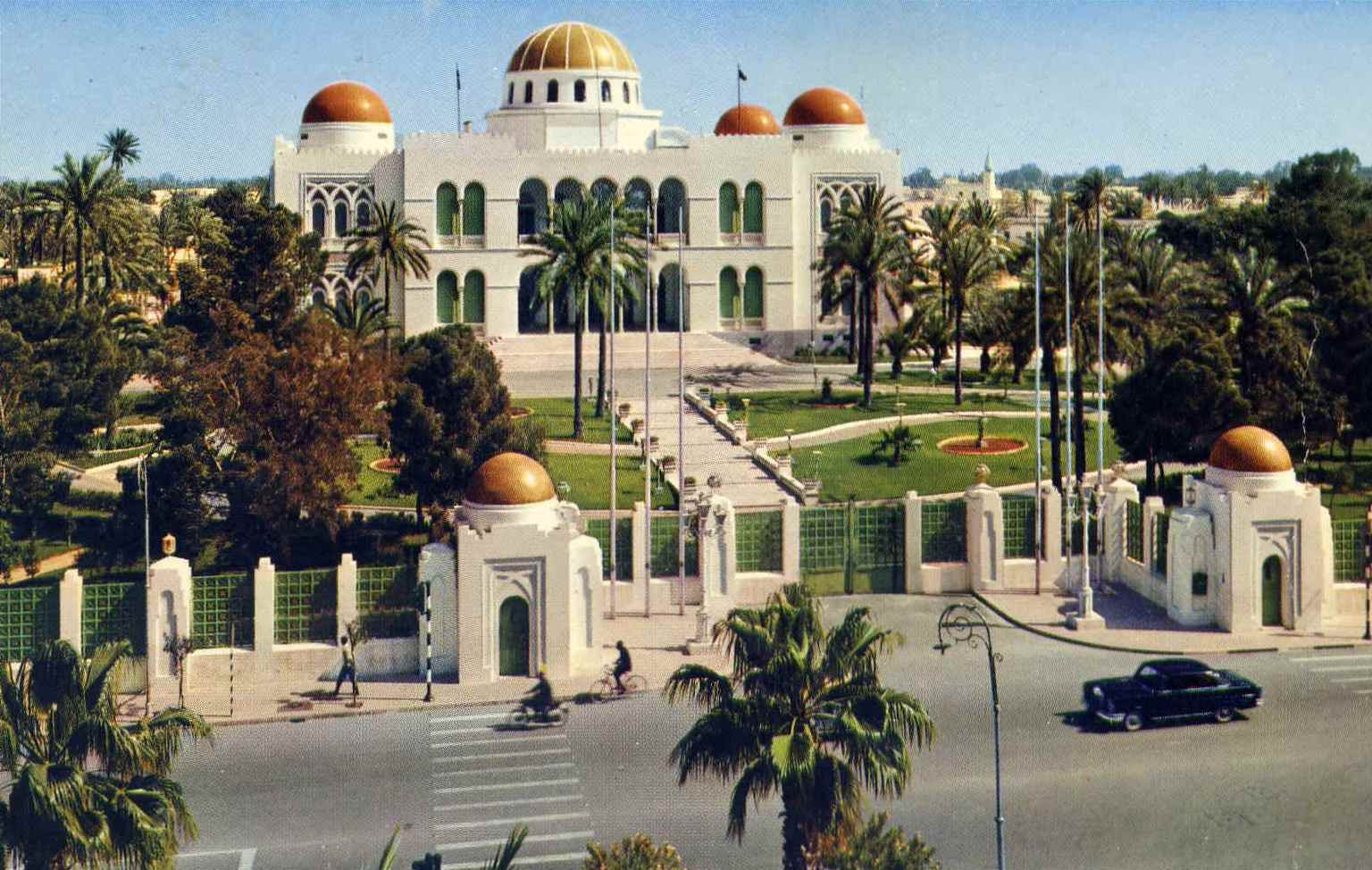
1924年にイタリアの植民地時代の建築家メラヴィグリア・マンテガッツァによって設計された、トリポリの王宮

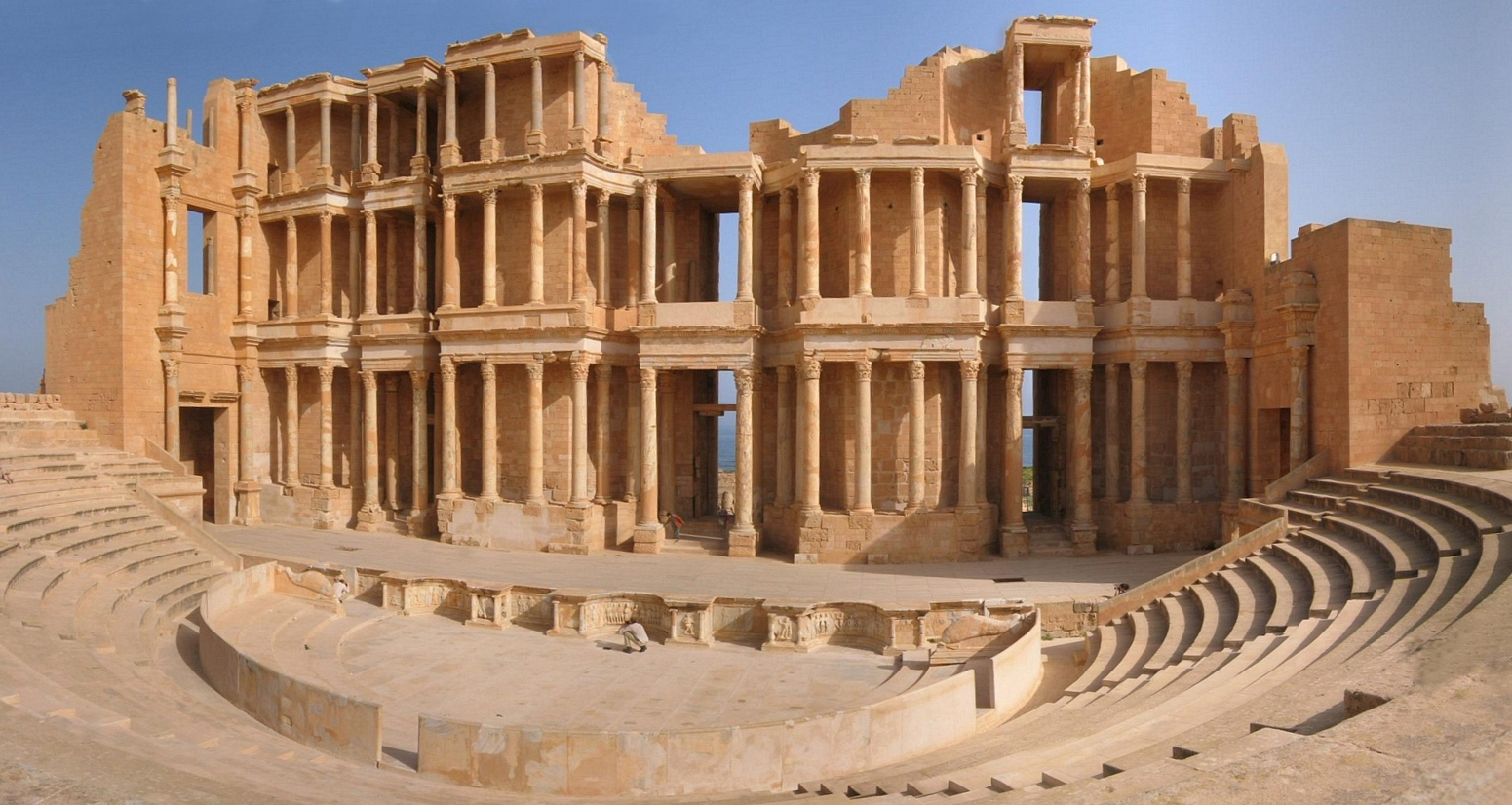
イタリア統治時代に復元されたサブラタのローマ劇場

第一次世界大戦の終わりに、オスマン帝国は休戦協定に署名し、リビアの領有の主張を撤回し、イタリアに割譲した。しかしイタリアは国内で深刻な経済的、社会的、政治的問題に直面しており、リビアでの軍事活動を再開する準備ができていなかった。それにより、1919年6月にトリポリタニア共和国で、また10月にキレナイカで「Legge Fondamentale」として知られる法令が発行された。これらの法令によってすべてのリビア人がイタリアとの合同市民権を得る権利を与えられ、各州は独自の議会と統治評議会を持つなど、妥協がもたらされた。サヌーシー教団はこの取り決めに大いに満足し、イドリースは和解を記念する祝賀会の一環としてローマを訪れた。
1920年10月、イタリアとキレナイカの間でのさらなる交渉の結果、アル・ラジマ合意が成立した。イドリースはキレナイカ首長の称号を与えられ、クフラ、ジャル、ジャグバーブ、アウジラ、アジュダービヤ周辺のオアシスを自主的に管理することが許可された。また、合意の一環としてイドリースはイタリア政府から毎月奨学金を与えられ、イタリア政府はサヌーシー教団の支配下にある地域の警備と管理に責任を持つことに同意した。また、この合意ではイドリースがキレナイカ軍を解散させることによって「Legge Fondamente」の要件を満たさなければならないと規定されたが、彼はこれに従わなかった。そのため、1921年末までにサヌーシー教団とイタリア政府との関係は再び悪化した。
トリポリタニアのリーダーであるラマダン・アルスウェリーが1920年8月に死亡すると、共和国は内戦に陥った。この地域の多くの民族のリーダーは、この内戦がイタリアから完全な自治を獲得する機会を弱めてしまうと認識し、1920年11月には内戦を終わらせるためにガリヤンに会した。1922年1月、彼らは国内の安定のために、イドリースがキレナイカのサヌイ首長国をトリポリタニアに拡大することを要求することに同意した。1922年7月28日、彼らはイドリースに対しこの要求を載せた正式な文書を提示した。イドリースの顧問の間では、イドリースが申し出を受け入れるべきかどうかについて意見が分かれた。受け入れることは、アル・ラジマ協定に違反し、キレナイカとトリポリタニアの政治的統一に反対したイタリア政府との関係を損なうことになってしまうからである。にもかかわらず、1922年11月にイドリースはこの提案に合意した。この合意の後、新たなファシストの指導者ベニート・ムッソリーニの下でイタリアがサヌーシー教団に対して軍事的に報復することを恐れたイドリースは、1922年12月にエジプトに亡命した。

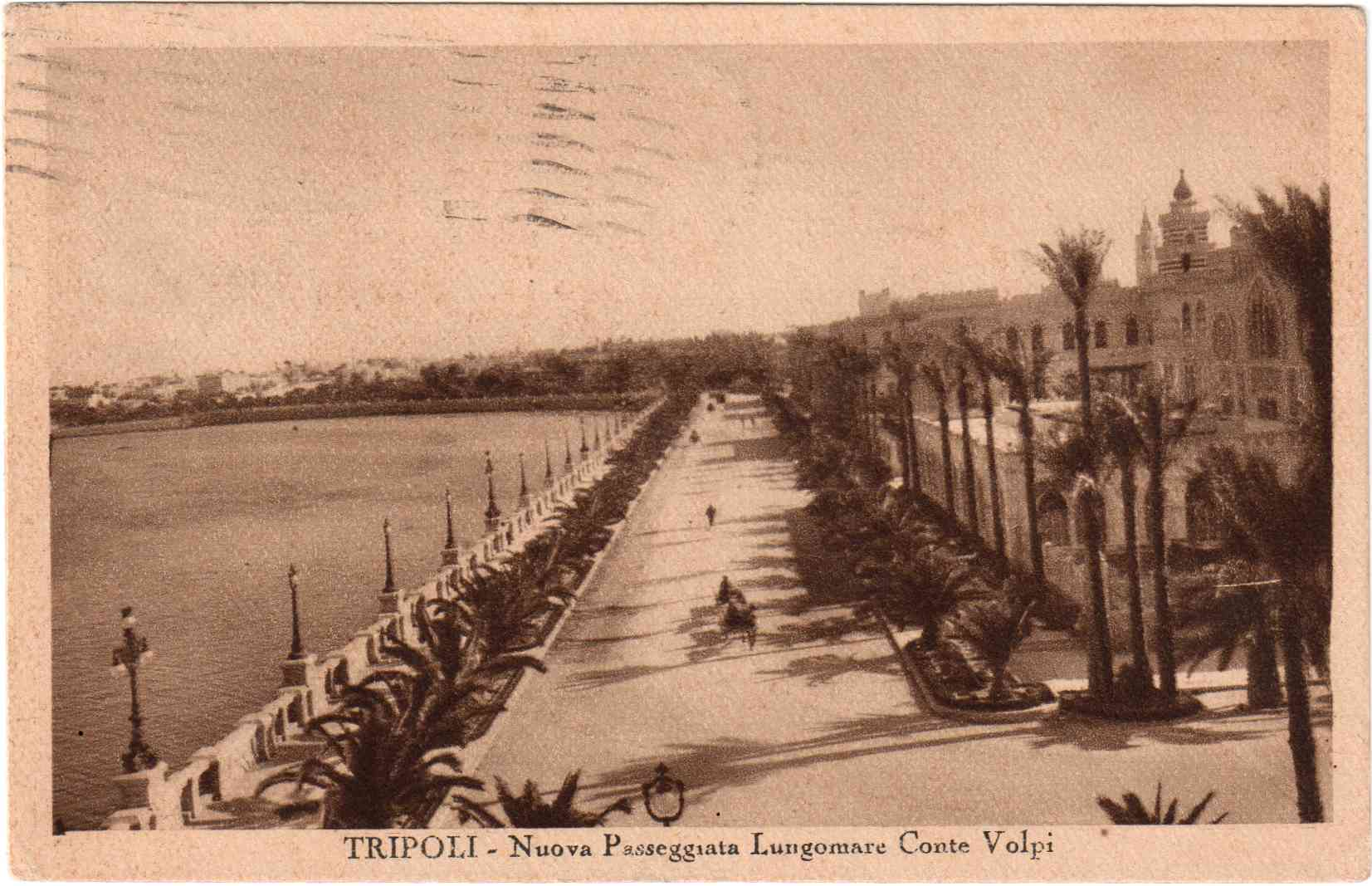
トリポリのはがき（1934年）

独裁者ベニート・ムッソリーニがイタリアで権力を握った後、戦闘は激化した。イタリアのいわゆる「鎮静運動」に対するリビアの人々の抵抗のため、オスマン帝国の州であるトリポリタニアとキレナイカのイタリアによる植民地化は最初は成功せず、イタリア王国は1930年代初頭までこの地域を完全に支配できなかった。
主にキレナイカでの武装したアラブ人の反乱のために、植民地当局のいくつかの再編成が必要になった。1919年（5月17日）から1929年（1月24日）まで、イタリア政府は2つの歴史的な州を保持し、植民地政府は別々であった。地方自治体が制限された統制された地方議会の制度が設立されたが、1927年3月9日に取り消された。1929年、トリポリとキレナイカは1つの植民地として統合された。1931年から1932年にかけて、バドリオ将軍の指揮下にあるイタリア軍は罰としての鎮圧運動を行った。バドリオの後継者であるロドルフォ・グラツィアーニ将軍は、イタリアの法律または国際法のどちらにも拘束されることなくリビア人の抵抗を打ち砕くことが許されたことを条件に、ムッソリーニからの任命を受け入れた。
キレナイカからの強い反対意見の声もあり、一部のリビア人は自分自身を守り続けた。イタリアによる植民地化の最初の日から、サヌーシーのシャイフであるオマル・ムフタールはリビアの抵抗運動を組織し、ほぼ20年に渡って主導した。ムフタールの例は、彼が1931年9月16日に捕らえられ処刑された後も抵抗を刺激し続けた。彼の顔は現在リビアの10ディナール紙幣に印刷されている。
1934年までに、リビアの先住民族の抵抗は事実上鎮圧された。新しいイタリアの知事イタロ・バルボは、その年の夏にイタリア領リビアと呼ばれる政治的実体を作成した。統一植民地の正式名称として、古典名「リビア」が復活した。その後1937年に、植民地は行政的にトリポリ、ミスラタ、ベンガジ、デルナの4つの州に分割された。フェザーン地域はTerritorio Sahara Libicoと呼ばれ、軍事的に管理されていた。

### キレナイカとの統合
1934年、イタリア領トリポリタニアはイタリア領リビアの一部となった。
1934年12月、個人の自由、家と財産の不可侵性、軍または民政に参加する権利、自由にキャリアや雇用を追求する権利など、土着のリビア人（後にベニート・ムッソリーニにイスラム教徒のイタリア人」と呼ばれた）に一定の権利が保証された。
1937年、北トリポリタニアはトリポリ県とミスラタ県に分割された。1939年、トリポリタニアは、イタリア王国の第四海岸に含められた。
1943年初頭、この地域は連合国に侵攻され、占領された。これによりイタリアの植民地支配が終わった。
第二次世界大戦後、イタリアはトリポリタニアの植民地を維持しようとして失敗した。1947年2月には平和条約ですべてのイタリア植民地を放棄した。

## 植民地の行政

### 県
トリポリ県（イタリア領リビアの中で最も重要）は以下のようにに細分された：
- トリポリ
- ザーウィヤ
- Sugh el Giumaa
- ナールート
- ガリヤン

### 人口統計

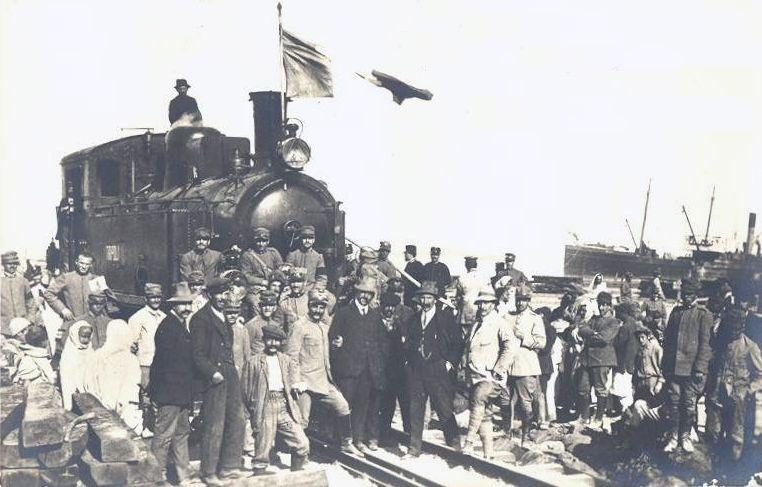
トリポリの港に最初のイタリアの機関車が到着（1912年）

多くのイタリア人入植者が1930年代後半にトリポリタニアに移住した。これらの入植者は、主にトリポリタニアのサヘルアルジェファラ地域と、首都トリポリに行った。1939年には、トリポリタニア全体に約60,000人のイタリア人がおり、そのほとんどがトリポリに住んでいた（その人口はほぼ45％がイタリア人であった）。その結果、トリポリタニア沿岸全体で大きく経済が改善がされた。例えば、イタリア人は国際的に有名なカーレースであるトリポリグランプリを作った。

## インフラストラクチャー

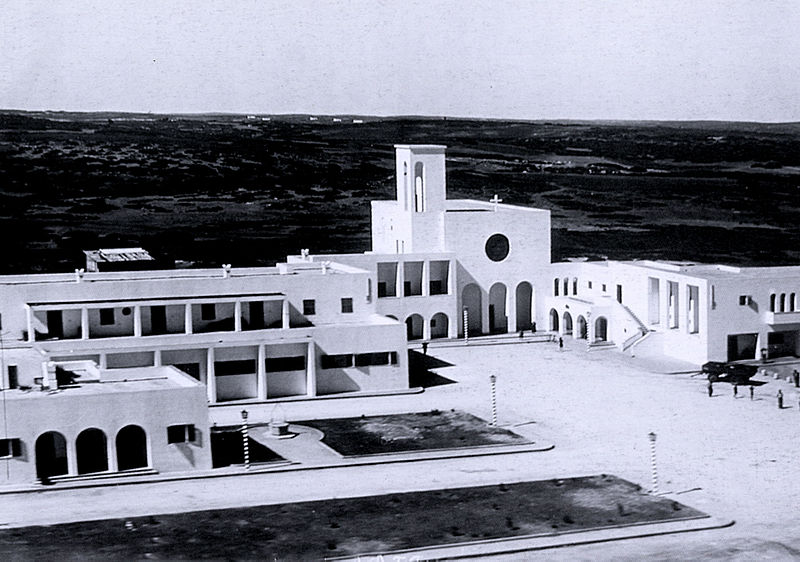
バプテスト村（現在のキルナダ）

イタリア領トリポリタニアでは、イタリアは物理的なインフラストラクチャーに大幅な改善を加えた。最も重要なのは、トリポリとベンガジの間の沿岸道路と、トリポリ-ズアラ間、トリポリ-ガリアン間、トリポリ-タギウラ間の鉄道であった。その他の重要な改善は、トリポリ港の拡張とトリポリ空港の創設であった。
1930年代には、トリポリタニア沿岸にイタリア人とリビア人のための村のグループが作成された。

## 考古学と観光業

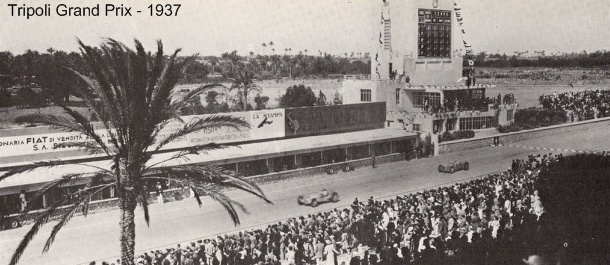
トリポリグランプリ

イタリア当局により、この地域にイタリアが駐在することを正当化するプロパガンダとして古典考古学が使われた。1911年まで、トリポリタニアとキレナイカで考古学の研究が行われたことはなかった。1920年代後半まで、イタリア政府は主なローマ風都市であるレプティス・マグナとサブラタにおける発掘調査に資金の提供をし始めた（キレナイカではイスラム教徒に対する植民地戦争が続いていたため、後の発掘のために残された）。ファシスト党が政権を握った結果、海外の考古学探検隊はリビアから追い出され、すべての考古学研究はイタリアの美術館や雑誌にのみ利益をもたらす中央集権的なイタリアの発掘調査政策の下で統合された。
キレナイカが完全に鎮静化した後、1930年代のイタリアの考古学調査は、ギリシャ時代のポエニ族の植民地であったトリポリタニアよりも、旧ギリシャ植民地のキレナイカに焦点を当てていた。フェニキア人の研究を拒絶したのは、部分的に反ユダヤ主義の理由によるものであった（フェニキア人はアラブ人とユダヤ人と遠縁のセム族である） 。特に興味深いのは、レプティス・マグナとサブラタのローマ植民地と、考古学的観光のためのこれらの場所の準備であった。
国際的に重要なレーシングカーイベントであるトリポリグランプリの創設により、観光業はさらに促進された。

## 主な軍事・政治的展開
- 1911年：イタリア・トルコ戦争勃発。イタリアがトリポリとフムスを征服[16]。
- 1912年：ローザンヌ講和条約（イタリア語版）によりイタリア・トルコ戦争終結。オスマン帝国はトリポリタニアとキレナイカをイタリアに割譲[16]。
- 1914年：イタリアのガートへの進出（8月）により、トリポリタニア（フェザーンを含む）は当初イタリアが宗主国となったが、リビアの抵抗勢力によるセブハ（11月）の奪還により、進出は後退に変わった[16]。
- 1915年：イタリアはワディ・マルシットの戦いとアル・ガルダビヤの戦いで逆転し、抵抗勢力を撤退させ、最終的にトリポリ、ズワーラ、フムスにまで戻させた[16][17]。
- 1922年：イタリア軍がミスラタを占領し、トリポリタニアの再征服を開始[16]。
- 1924年：スルトを征服し、イタリアはトリポリタニアのほとんど（スルト砂漠を除く）を支配下に置いた[16]。
- 1927年冬 - 1928年：トリポリタニア政府とキレナイカ政府間の調整の結果「29度線作戦」が開始され、シドラ湾を征服し、二つの植民地が結ばれる[18]。
- 1929年：ピエトロ・バドリオが、トリポリタニアとキレナイカの唯一の統治者となった[16]。
- 1929年 - 1930年：フェザーンの征服[16]。
- 1934年：トリポリタニアがイタリア領リビアに編入される。